# یواس‌ان‌اس اسکایلر اوتیس بلاند (تی‌ای‌کی-۲۷۷)
یواس‌ان‌اس اسکایلر اوتیس بلاند (تی‌ای‌کی-۲۷۷) (به انگلیسی: USNS Schuyler Otis Bland (T-AK-277)) یک کشتی بود که طول آن  478 ft. 145,70 m overall; 454 ft. 137,20 m loaded waterline length بود.